# Daniel Lee Chi Wo
Chi Wo "Daniel" Lee (Hong Kong, 9 de abril de 1977) é um triatleta profissional honconguês.

## Carreira
Daniel Lee Chi Wo competidor do ITU World Triathlon Series, disputou os Jogos de Sydney 2000, ficando em 43º, e em Atenas 2004 tambem 43º.